# GADD45B
GADD45B (англ. Growth arrest and DNA damage inducible beta) – білок, який кодується однойменним геном, розташованим у людей на короткому плечі 19-ї хромосоми. Довжина поліпептидного ланцюга білка становить 160 амінокислот, а молекулярна маса — 17 818.
| 10         |  | 20         |  | 30         |  | 40         |  | 50         |
| ---------- |  | ---------- |  | ---------- |  | ---------- |  | ---------- |
| MTLEELVACD |  | NAAQKMQTVT |  | AAVEELLVAA |  | QRQDRLTVGV |  | YESAKLMNVD |
| PDSVVLCLLA |  | IDEEEEDDIA |  | LQIHFTLIQS |  | FCCDNDINIV |  | RVSGMQRLAQ |
| LLGEPAETQG |  | TTEARDLHCL |  | LVTNPHTDAW |  | KSHGLVEVAS |  | YCEESRGNNQ |
| WVPYISLQER |  |            |  |            |  |            |  |            |

A: Аланін

C: Цистеїн

D: Аспарагінова кислота

E: Глутамінова кислота

F: Фенілаланін

G: Гліцин

H: Гістидин

I: Ізолейцин

K: Лізин

L: Лейцин

M: Метіонін

N: Аспарагін

P: Пролін

Q: Глутамін

R: Аргінін

S: Серин

T: Треонін

V: Валін

W: Триптофан

Кодований геном білок за функцією належить до білків розвитку. 
Задіяний у таких біологічних процесах, як апоптоз, диференціація клітин. 